# Dédicaces (nouvelle)
Pour les articles homonymes, voir Dédicace (homonymie).
Dédicaces (titre original : Dedication) est une nouvelle de Stephen King publiée pour la première fois en 1988 dans l'anthologie Night Visions 5, puis reprise dans le recueil Rêves et Cauchemars en 1993.

## Résumé
Martha Rosewall est femme de ménage dans un grand hôtel new-yorkais. À l'occasion de la publication du premier roman de son fils, elle raconte à son amie Darcy l'étrange histoire des origines de son enfant. Au début des années 1960, Martha, enceinte et mariée à un homme violent, envisage de le quitter lorsqu'il est tué lors d'un braquage. Un peu avant sa mort, Martha est allée consulter Mama Delorme, une vieille femme réputée être une sorcière. Cette dernière lui prédit que son fils à naître héritera du talent de son père naturel et demande à Martha de choisir celui-ci. Sous hypnose, Martha dit le nom de Peter Jefferies, un célèbre écrivain qui est un client régulier de l'hôtel.
Jefferies est un écrivain talentueux mais un individu assez détestable, raciste et alcoolique. En changeant les draps de sa chambre, Martha trouve du sperme et, dans un état de transe hypnotique, l'ingère. Elle apprend à la même période que Mama Delorme s'est introduite dans les cuisines de l'hôtel et qu'elle a fait manger à Jefferies un champignon semblable à celui qu'elle a donné à Martha. Après la naissance de son enfant auquel elle a donné le prénom de l'écrivain, Martha fait dédicacer à Jefferies son nouveau livre. Pour prouver à Darcy que son histoire est vraie, Martha lui montre cette dédicace et celle du roman de son fils, les deux écritures étant parfaitement identiques.

## Genèse
La nouvelle a été publiée initialement en juin 1988 dans l'anthologie Night Visions 5 éditée par Douglas E. Winter. Ce dernier a écrit dans son introduction à l'anthologie que Dédicaces montrait « à la fois le goût de l'auteur pour l'excessif et son penchant pour l'ironie » et que la nouvelle avait été très controversée dans le milieu de l'édition. Dans la postface de Rêves et Cauchemars, Stephen King explique qu'il a rédigé cette nouvelle en partie pour mettre par écrit son malaise ressenti en constatant le nombre non négligeable d'individus talentueux qui ont un caractère imbuvable, et que l'histoire lui a servi d'entraînement pour écrire Dolores Claiborne.